# Filippo Tortu
Filippo Tortu (* 15. Juni 1998 in Mailand) ist ein italienischer Leichtathlet, der sich auf den Sprint spezialisiert hat. 2021 gewann er die Goldmedaille mit der italienischen 4-mal-100-Meter-Staffel bei den Olympischen Spielen in Tokio und 2024 wurde er in Rom Europameister.

## Sportliche Laufbahn
Erste internationale Erfahrungen sammelte Filippo Tortu bei den Olympischen Jugendspielen 2014 in Nanjing, bei denen er über 200 Meter in das Finale gelangte, dort aber nicht mehr antrat. 2016 nahm er an den Europameisterschaften in Amsterdam teil und schied dort mit 10,19 s im Halbfinale über 100 Meter aus. Zudem erreichte er mit der italienischen 4-mal-100-Meter-Staffel das Finale und belegte dort in 38,69 s Rang fünf. Daraufhin erfolgte die Teilnahme an den U20-Weltmeisterschaften in Bydgoszcz, bei denen er in 10,24 s die Silbermedaille im 100-Meter-Lauf hinter dem US-Amerikaner Noah Lyles gewann und mit der italienischen Stafette in 40,02 s auf Platz sieben einlief. Bei den IAAF World Relays 2017 auf den Bahamas wurde die Staffel im Vorlauf disqualifiziert. Im Juni 2017 gewann Tortu bei den U20-Europameisterschaften in Grosseto mit einer Zeit von 10,73 s die Goldmedaille über 100 Meter sowie Silber mit der Staffel in 39,50 s, bei denen sich die Italiener nur der deutschen Mannschaft geschlagen geben musste. Über 200 Meter qualifizierte er sich jedoch für die Weltmeisterschaften in London schied dort mit 20,62 s im Halbfinale aus.
2018 verbesserte er beim traditionsreichen Meeting in Madrid den italienischen 100-Meter-Rekord von Pietro Mennea um eine Hundertstelsekunde auf 9,99 s und war damit erst der dritte weiße Sprinter, der die 10-Sekunden-Schallmauer durchbrochen hat. Bei den Mittelmeerspielen in Tarragona gewann er mit der italienischen Staffel in 38,49 s die Goldmedaille. Bei den Europameisterschaften in Berlin erreichte er im Finale über 100 Meter mit 10,08 s den fünften Platz. Bei den IAAF World Relays 2019 in Yokohama konnte er das Finalrennen mit der 4-mal-100-Meter-Staffel nicht beenden und im Herbst erreichte er bei den Weltmeisterschaften in Doha das Finale über 100 Meter, in dem er in 10,07 s den siebten Platz belegte, während er mit der Staffel mit 38,11 s im Vorlauf ausschied. 2020 wurde er in 10,09 s Dritter bei der Golden Gala Pietro Mennea in Rom und 2021 gewann Manenti, zusammen mit seinen Teamkollegen, in 39,21 s die Silbermedaille im 4-mal-100-Meter-Staffelwettbewerb bei den World Athletics Relays in Chorzów hinter dem Team aus Südafrika. Ende Juli schied er bei den Olympischen Sommerspielen in Tokio mit 10,16 s im Halbfinale über 100 m aus und gewann mit der italienischen 4-mal-100-Meter-Staffel gemeinsam mit Lorenzo Patta, Marcell Jacobs und Fausto Desalu mit neuem italienischen Rekord von 37,50 s die Goldmedaille.
2022 erreichte er bei den Weltmeisterschaften in Eugene das Halbfinale über 200 Meter und schied dort mit 20,10 s aus und verpasste mit der Staffel mit 38,74 s den Finaleinzug. Anschließend gewann er bei den Europameisterschaften in München in 20,27 s die Bronzemedaille über 200 Meter hinter den Briten Zharnel Hughes und Nethaneel Mitchell-Blake. 2023 wurde er bei der Team-Europameisterschaft im Rahmen der Europaspiele in Chorzów in 20,61 s Dritter über 200 Meter und gewann mit der 4-mal-100-Meter-Staffel in 38,47 s gemeinsam mit Lorenzo Patta, Samuele Ceccarelli und Marco Ricci die Silbermedaille hinter dem deutschen Team. Im August schied er bei den Weltmeisterschaften in Budapest mit 20,46 s in der ersten Runde über 200 Meter aus und gewann mit der Staffel in 37,62 s gemeinsam mit Roberto Rigali, Marcell Jacobs und Lorenzo Patta die Silbermedaille hinter dem Team aus den Vereinigten Staaten. Bei den World Athletics Relays 2024 auf den Bahamas wurde er in der Finalrunde über 4-mal 100 Meter disqualifiziert, sicherte aber bereits in der Vorrunde einen Startplatz bei den Olympischen Spielen in Paris. Anschließend gewann er bei den Europameisterschaften in Rom in 20,41 s die Silbermedaille über 200 Meter hinter dem Schweizer Timothé Mumenthaler und siegte mit der Staffel in 37,82 s gemeinsam mit Matteo Melluzzo, Marcell Jacobs und Lorenzo Patta. Im August schied er bei den Olympischen Sommerspielen in Paris mit 20,54 s im Halbfinale über 200 Meter aus und belegte mit der Staffel in 37,68 s im Finale den vierten Platz.
2016 wurde Tortu italienischer Meister im 100-Meter-Lauf und 2023 über 200 Meter. Zudem wurde er 2020 Hallenmeister im 60-Meter-Lauf.

## Persönliche Bestzeiten
- 100 Meter: 9,99 s (+0,2 m/s), 22. Juni 2018 in Madrid
- 60 Meter (Halle): 6,58 s, 20. Januar 2019 in Ancona
- 200 Meter: 20,10 s (+0,3 m/s), 19. Juli 2022 in Eugene

## Auszeichnungen
- Gazzetta Sports Award: 2018